# Biskopskors
Biskopskors, även kallat pektoralkors (latin: crux pectorale, av pectus, 'bröst'), är ett ämbetstecken buret av biskopar inom vissa kyrkor. 
Korsen bärs i en kedja eller snodd runt halsen. Inom romersk-katolska kyrkan har bröstkors i vissa fall även utdelats till abbotar. Inom protestantiska kyrkor upphörde bruket av biskopskors generellt i samband med reformationen men har delvis återupptagits under 1900-talet. 
Inom Svenska kyrkan avskaffades biskopskorsen i samband med reformationen, för att återinföras 1805 av kung Gustav IV Adolf. De svenska biskopskorsen utgörs av ett latinskt kors av guld, buret i en guldkedja. Ärkebiskopens guldkors är dessutom i Sverige och Finland försett med strålar utgående från korsets mitt.